# Williams River (Connecticut River)
Der Williams River ist ein rechter Nebenfluss des Connecticut River im US-Bundesstaat Vermont.

## Flusslauf
Der Williams River entspringt am Fuß des Terrible Mountain in den Green Mountains. Er fließt anfangs in östlicher Richtung. Schließlich wendet sich der Fluss nach Süden. Ab diesem Punkt folgt die Vermont State Route 103 dem Williams River bis zu dessen Mündung. Der Fluss erreicht Chester. Dort vereinigt sich der Williams River mit dem von Westen kommenden Middle Branch Williams River. Die letzten 16 km fließt der Williams River in südöstlicher Richtung.
Schließlich mündet der Fluss 4 km nördlich von Bellows Falls in den Connecticut River. 
Der Williams River hat eine Länge von 40 km und entwässert ein Areal von 300 km².

## Gedeckte Brücken
Der Unterlauf des Williams River wird von folgenden gedeckten Brücken überspannt:
- Bartonsville Covered Bridge
- Worrall Covered Bridge

## Freizeit
Am Williams River befinden sich drei Flussabschnitte, die zum Wildwasserkanufahren geeignet sind.

## Fauna
Im Flusssystem des Williams River kommen Bachsaibling, Forelle sowie Atlantischer Lachs vor.
Es gibt eine wilde Fischpopulation, die das kühlere Wasser der Oberläufe bevorzugt, sowie gezüchtete Fische, die wärmeres Wasser besser vertragen und in den Unterläufen der Gewässer ausgesetzt werden.